# Mary Michailidou
Mary oder Maria Michailidou (auch: Michaelidou, griechisch Μαίρη Μιχαηλίδου; * 28. Oktober 1940 in Volos) ist eine griechische Archäologin, Kunsthistorikerin und Hochschullehrerin an der Nationalen und Kapodistrias-Universität Athen. Sie war Generaldirektorin für kulturelle Entwicklung im griechischen Kulturministerium und saß in vielen Leitungsgremien griechischer Kultureinrichtungen.
Michailidou hat Abschlüsse in Archäologie und Geschichte an der Universität Athen, in Kunstgeschichte und Archäologie an der Universität Toulouse sowie postgraduell in Verwaltung. Sie arbeitete am archäologischen St. Raymond Museum in Toulouse und war Leiterin der Nationalgalerie (Athen) von November 1989 bis Juni 1991. Sie wurde verantwortlich für die Projekte ‘Seidenstraßen’ (UNESCO) und ‘Mani - Cultural Itinerary’ (1993/94) sowie ‘The Museum World’ (Goulandris-Horn Stiftung). Sie hat an Konferenzen über das kulturelle Erbe und Kunstproduktion in der ganzen Welt teilgenommen. Ihre Forschung zum Kulturfeld schloss die ersten Programme in Griechenland mit digitalen Ausstellungen und die Erstellung industriearchäologischer Archive ein.
Sie war 1995 Präsidentin des Verbandes der griechischen Kunstkritiker und -historiker (AICA Hellas). Für den Europäischen Rat war sie ab 2008 Mitglied in der Jury zur Kulturhauptstadt Europas. Sie ist Mitglied im Wissenschaftlichen Beirat des Hauses der Europäischen Geschichte. Sie war 2010 in der Jury zur Auswahl des griechischen Holocaust Memorials.
Sie ist nicht zu verwechseln mit Maria Michailidou, aktuelle Direktorin der Ephorie Dodekanes und Rhodos.

## Schriften
- Mani: A Cultural Itinerary 1993–1994: Travellers to the Mani 15th-19th Century: An Exhibition of Historical Material, Gythio, hg. v. Griech. Kulturministerium ISBN 960-7094-20-4
- (Beraterin): The Emergence of Modern Greek Painting, 1830–1930. Exhibition at the Athens Concert Hall, Bank von Griechenland, Washington 2002, ISBN 978-960-7032-34-8